# Nysunds församling
Nysunds församling var en församling i Karlstads stift och i Degerfors kommun i Örebro län (Värmland och Närke). Församlingen uppgick 2006 i Degerfors-Nysunds församling.

## Administrativ historik
Församlingen bildades 1638 genom utbrytningar ur Rudskoga församling och Kvistbro församling under namnet Sunds församling som 1686 namnändrades till det nuvarande. Församlingen uppgick 2006 i Degerfors-Nysunds församling.
1 januari 1961 överfördes från Nysunds församling till Kvistbro församling ett område (Mark 1:4 och Medskog) med 36 invånare och omfattande en areal av 0,81 km², varav allt land.

### Pastorat
- 1638 till 1944: annexförsamling i pastorat med Rudskoga församling
- 1944 till 1962: moderförsamling i pastorat med Rudskoga församling.
- 1962 till 2006(?) utgjorde församlingen ett eget pastorat.[4]

## Areal
Nysunds församling omfattade den 1 januari 1952 en areal av 285,36 km², varav 246,99 km² land. Efter nymätningar och arealberäkningar färdiga den 1 januari 1960 omfattade församlingen den 1 januari 1961 en areal av 282,60 km², varav 247,43 km² land.

## Organister
| Period    | Namn                          | Levnadstid | Övrigt   |
| --------- | ----------------------------- | ---------- | -------- |
| 1764-1780 | Svante Ekström                | 1739-1780  | Organist |
| 1780-1808 | Jonas Stenström (den äldre)   | 1757-1808  | Organist |
| 1808-1815 | Erik Stenström                | 1791-1815  | Organist |
| 1816-1854 | Johan Erik Hanell             | 1780-1854  | Organist |
| 1855-1902 | Johan Erik Eriksson Palmqvist | 1821-1902  | Organist |

## Series pastorum
| Period | Namn                 | Levnadstid | Övrigt |
| ------ | -------------------- | ---------- | ------ |
|        | Nils Ridder Almegård |            |        |

## Kyrkor
- Nysunds kyrka